# Matthias Horx

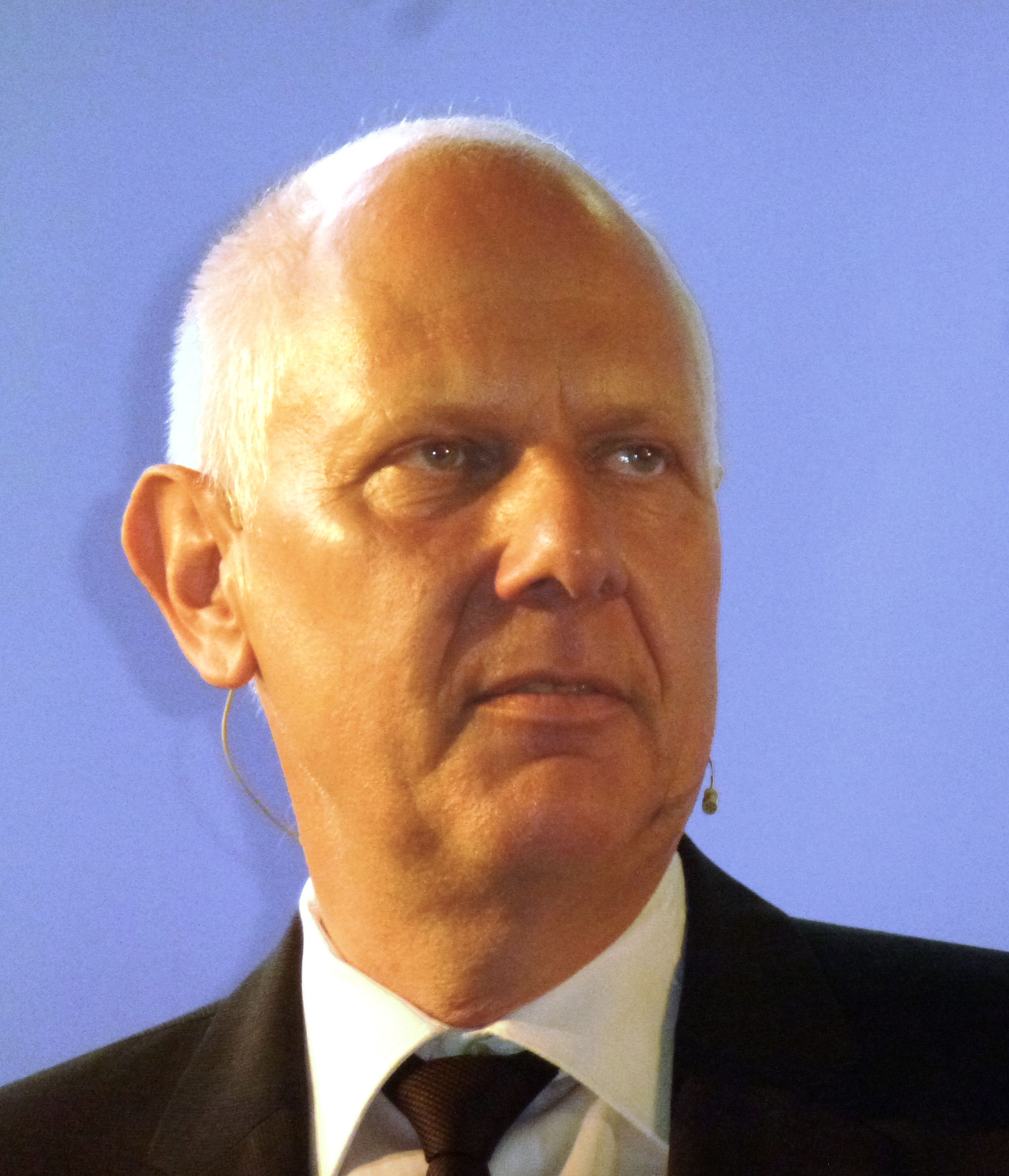
Matthias Horx (2013)

Matthias Horx (* 25. Januar 1955 in Düsseldorf) ist ein deutscher Publizist und Trendforscher.

## Leben
Horx besuchte die Ziehenschule in Frankfurt am Main. Nach dem Abitur 1973 begann er ein Soziologiestudium an der Goethe-Universität, das er  abbrach. In den 1980er-Jahren schlug er eine journalistische Laufbahn ein. Von 1980 bis 1992 arbeitete er als Autor und Redakteur bei Pflasterstrand, Tempo, Die Zeit und Merian. Er schrieb mehrere Bücher, von denen eines auch in eine Hörspielfassung umgearbeitet wurde.
1993 eröffnete er mit Peter Wippermann das Trendbüro in Hamburg. Nach seinem Ausstieg aus dem Unternehmen gründete er 1998 das Zukunftsinstitut mit Sitz in Frankfurt am Main, das eine Zweigstelle in Wien unterhält. 2017 übergab Horx die Führung des operativen Geschäftes an Harry Gatterer. Bis 2005 war Horx zudem Mitglied beim publizistischen Netzwerk Achse des Guten. 2023 gründete er zusammen mit anderen Zukunftsforschern den Thinktank The Future:Project mit Sitz in Frankfurt am Main.
Horx lebt mit seiner Familie in Wien. Er ist mit der irischen Journalistin Oona Strathern verheiratet und Vater von zwei Söhnen. Sein Sohn Tristan Horx (* 1993) ist ebenfalls Trend- und Zukunftsforscher.

## Thesen
Horx’ Lebensprojekt gilt nach eigenen Angaben der Weiterentwicklung der „Futurologie“ der 1960er- und 1970er-Jahre zu einer Beratungsdisziplin für Unternehmen, Gesellschaft und Politik. Seine methodische Arbeit kreise „um die Entwicklung einer neuen Synthese-Prognostik – einer Verbindung von System-, Sozial-, Kognitions- und Evolutionswissenschaften.“
Seine Veröffentlichungen entstammen im Wesentlichen drei thematisch und zeitlich getrennten Perioden:
1. Die erste Phase umfasst Feuilleton-Artikel in verschiedenen Szene- und Lifestyle-Magazinen. Veröffentlichungen dieser Art entstanden in etwa bis Mitte/Ende der 1980er-Jahre.
2. Die zweite Phase umfasst thematisch im Großen und Ganzen die Kritik an seinen bisherigen Weggenossen und beschreibt die von Horx festgestellten „linken Irrwege“. Veröffentlichungen dieser Art stammen zumeist aus der Zeit zwischen der Mitte der 1980er- und der Mitte der 1990er-Jahre.
3. Die dritte und aktuelle Phase umfasst das Thema Trends. Hier ist Horx als Unternehmensberater und Autor tätig; außerdem hält er Vorträge. Im Rahmen dessen bewirbt er seine Arbeiten über frühzeitige Erkennung zeitgenössischer Entwicklungen und zur wirtschaftlichen Nutzung seiner Zukunftsprognosen.

Horx beschreibt den von ihm diagnostizierten Wandel gesellschaftlicher Werte und Lebensformen unter den Bedingungen des globalisierten Kapitalismus. Neben Fragen zur Zukunft der Arbeitswelt beschäftigt er sich mit Auswirkungen des demografischen Wandels und beschreibt einen von ihm postulierten Wertewandel im Bildungs-, Konsum- und Freizeitverhalten. Gemeinsam mit seinem zeitweiligen Geschäftspartner Eike Wenzel promotet Horx die Idee, Märkte verwandelten sich zusehends in Sinnmärkte.
Der Soziologe Holger Rust kritisierte Horx und die Trendforschung an sich wiederholt als unwissenschaftlich.

## Prognosen
Bei den kommunalen Sommergesprächen 2019 in Bad Aussee prognostizierte Matthias Horx eine Urbanisierung des Dorfes. Er nennt dieses Konzept die progressive Provinz.

### Flüchtlingssituation, demographische Entwicklung und Neue Rechte
Horx geht davon aus, dass staatsfeindliche „Asylkritiker“ sich radikalisieren werden. Pegida und durch rechte Ansichten getriebene Aktivisten nennt er eine „gesellschafts- und staatsfeindliche Rebellion“. Diese werde sich ähnlich wie die linksradikale Bewegung der 1970er-Jahre „teilweise radikalisieren und dann scheitern“. Angesichts der neuen urbanen Mehrheiten, die sich mit Flüchtlingen solidarisieren, werde „diese Backlash-Welle nicht richtig durchkommen“.

### Fehlprognosen
Horx traf auch Aussagen, die im Nachhinein als nicht zutreffend eingestuft werden.
Im Jahr 2001 veröffentlichte er eine „Studie“ zum Thema Die Zukunft des Internets. Darin prognostizierte er, dass sich das Internet auf absehbare Zeit nicht zu einem Massenmedium wie Radio und Fernsehen entwickeln werde; auch bezweifelte er eine Breitennutzung. Horx sah in dieser Studie auch die Zukunft von E-Commerce skeptisch: Würde die Hälfte aller Waren online bestellt, hätte dies eine Verstopfung der Städte zur Folge.
Eine Aussage von 2010 wird ebenfalls häufig als Fehlprognose gewertet: Von Facebook wird in fünf bis sechs Jahren kein Mensch mehr reden.
Auf seiner Webseite veröffentlichte Horx Gegendarstellungen zu Fehlprognosen.

## Schriften (Auswahl)
- Es geht voran. Ein Ernstfall-Roman. Rotbuch-Verlag, 1982, ISBN 978-3-88022-256-4.
- mit Cora Stephan, Albert Christian Sellner (Hrsg.): Infrarot – Wider die Utopie des totalen Lebens. 1983, ISBN 3-88022-276-2.
- Parody R. Hodan. Band 1986 – Die Galaktische Gurke Eine Perry-Rhodan-Parodie, 1986.
- Das Ende der Alternativen oder Die verlorene Unschuld der Radikalität. Ein Rechenschaftsbericht. 1988, ISBN 3-446-14233-9.
- Die wilden Achtziger. Eine Zeitgeist-Reise durch die Bundesrepublik. 1990, ISBN 3-442-09469-0.
- Aufstand im Schlaraffenland. Selbsterkenntnisse einer rebellischen Generation. 1991, ISBN 3-442-09567-0.
- Die Acht Sphären der Zukunft – Ein Wegweiser in die Kultur des 21. Jahrhunderts. 2000, ISBN 978-3-85436-299-9.
- Smart Capitalism – Das Ende der Ausbeutung. 2001, ISBN 978-3-8218-1664-7.
- Future Fitness – wie Sie Ihre Zukunftskompetenz erhöhen. 2003, ISBN 3-8218-3979-1.
- wie wir leben werden – unsere zukunft beginnt jetzt. 2005, ISBN 3-593-37777-2.
- Glückliches Österreich. 2006, ISBN 978-3-85002-578-2.
- Anleitung zum Zukunfts-Optimismus – Warum die Welt nicht schlechter wird. Campus-Verlag, 2007, ISBN 978-3-593-38251-7.
- Technolution – Wie unsere Zukunft sich entwickelt. Campus-Verlag, 2008, ISBN 978-3-593-38555-6.
- Das Buch des Wandels: Wie Menschen Zukunft gestalten. Deutsche Verlags-Anstalt, 2009, ISBN 978-3-421-04433-4.
- Das Megatrend-Prinzip – Wie die Welt von Morgen entsteht. Deutsche Verlags-Anstalt, 2011, ISBN 978-3-421-04443-3.
- Zukunft wagen: Über den klugen Umgang mit dem Unvorhersehbaren. Deutsche Verlags-Anstalt, 2013, ISBN 978-3-421-04444-0.
- Future Love. Die Zukunft von Liebe, Sex und Familie, Deutsche Verlags-Anstalt, München 2017, ISBN 978-3-421-04732-8.
- 15½ Regeln für die Zukunft. Anleitung zum visionären Leben. Econ Verlag, Berlin 2019, ISBN 978-3-430-21013-3.
- Die Zukunft nach Corona. Wie eine Krise die Gesellschaft, unser Denken und unser Handeln verändert. Econ Verlag, Berlin 2020, ISBN 978-3-430-21042-3.
- Die Hoffnung nach der Krise. Wohin die Welt jetzt geht oder Wie Zukunft sich immer neu erfindet. Econ Verlag, Berlin 2021, ISBN 978-3-430-21066-9.
- mit Tristan Horx, Lena Papasabbas und Nina Pfuderer 15 Gegentrends. Wie die Zukunft ihre Richtung ändert. The Future: Project, Frankfurt 2024, ISBN 978-3-910992-05-4.
- Das KI-Manifest: 37 Parolen, Thesen und Gebote zur wahren Zukunft der Künstlichen Intelligenz und der menschlichen Kreativität, The Future:Project, Frankfurt 2024, ISBN 978-3-910992-15-3.